# 劉累
劉累（？—？），中国夏朝重臣，帝堯的后裔。夏孔甲时，天降雌雄二龙，孔甲不能养，又未得豢龙氏，而刘累学驯龙之术于豢龙氏，于是为孔甲豢养二龙。孔甲嘉奖他，赐氏“御龙氏”，封于豕韦。母龙死，刘累将肉献与孔甲吃，孔甲吃了还想要，让刘累再去找，刘累不能得，害怕怪罪，于是迁逃他处。

## 劉姓始祖
劉累為劉姓得姓始祖。其後裔劉邦，為漢朝開國皇帝。

## 史料
- 《史記·夏本纪》（司馬遷）